# Groupe de NGC 7678
Selon A.M. Garcia, le groupe de NGC 7678 comprend au moins quatre galaxies situées dans la constellations de Pégase. La distance moyenne entre ce groupe et la Voie lactée est de 46,1 ± 3,1 Mpc (∼150 millions d'al) où l'incertitude est la moyenne des incertitudes.

## Membres
Le tableau ci-dessous liste les quatre galaxies du groupe indiquées dans l'article de A.M. Garcia paru en 1993.
Dans un article publié en 1998, Abraham Mahtessian mentionne aussi ce groupe, mais la galaxie NGC 7664 n'en fait pas partie. NGC 7673 et NGC 7677 de ce groupe forment une paire de galaxies.
| Nom      | Class.      | Type                  | α (J2000.0)      | δ (J2000.0)     | Vitesse radiale (km/s) | m    | Distance (Mpc) | Diamètre (kal) |
| -------- | ----------- | --------------------- | ---------------- | --------------- | ---------------------- | ---- | -------------- | -------------- |
| NGC 7664 | Sc          | Spirale               | 23h 26m 39.7876s | 25° 04′ 48.368″ | 3474 ± 1               | 12,7 | 46,1 ± 3,2     | 150            |
| NGC 7673 | (R')SAc?pec | Spirale               | 23h 27m 41.0484s | 23° 36′ 20.468″ | 3408 ± 1               | 12,8 | 45,0 ± 3,2     | 41             |
| NGC 7677 | SAB(r)bc?   | Spirale intermédiaire | 23h 28m 06.2283s | 23° 31′ 53.202″ | 3557 ± 7               | 13,2 | 47,2 ± 3,3     | 80             |
| NGC 7678 | SAB(rs)c    | Spirale intermédiaire | 23h 26m 27.8834s | 22° 25′ 16.336″ | 3489 ± 1               | 11,8 | 46,2 ± 3,3     | 106            |

Le site DeepskyLog permet de trouver aisément les constellations des galaxies mentionnées dans ce tableau ou si elles ne s'y trouvent pas, l'outil du site constellation permet de le faire à l'aide des coordonnées de la galaxie. Sauf indication contraire, les données proviennent du site NASA/IPAC.